# Strombeek-Bever
Pour les articles homonymes, voir Strombeek et Bever.
Strombeek-Bever est une section de la commune indépendante belge de Grimbergen située en Région flamande dans la province du Brabant flamand. Elle-même est issue de fusion en 1810 de deux hameaux : Strombeek et Bever. Le hameau de Strombeek se trouve près de l’église. Tandis que le hameau de Bever se trouve de l'autre côté du ring de Bruxelles, près notamment du château de Bever occupé très longtemps par la famille de Villegas de Clercamp. Le hameau de Bever est de taille nettement plus modeste que celui de Strombeek. La proportion des francophones dans la section est estimée à 31% en 1994.

## Évolution démographique
- Sources : INS, Rem. : 1831 jusqu'en 1970 = recensements, 1976 = nombre d'habitants au 31 décembre.

## Toponymie
- Strombeek : Strumberge (1132), Strombeke (1150, 1170 et 1226), Strumberges (ca. 1155), Strumbecca (1166), Strumbeke (1170), Strumbeche (1170-80), Strumbeca (1197 et 1215), Strumbec (1203) et Strumbeka (1209)[4].
- Bever : Beruene (1133), Beuerne (1170?), Beuernes (1170?), Beverne (1120)[5].

## Entreprise
- JT International

## Monuments
- l'église Saint-Amand (Strombeek-Bever)
- la ferme de Bever (Hof te Bever)
- le Château de Bever